# Hans Försching

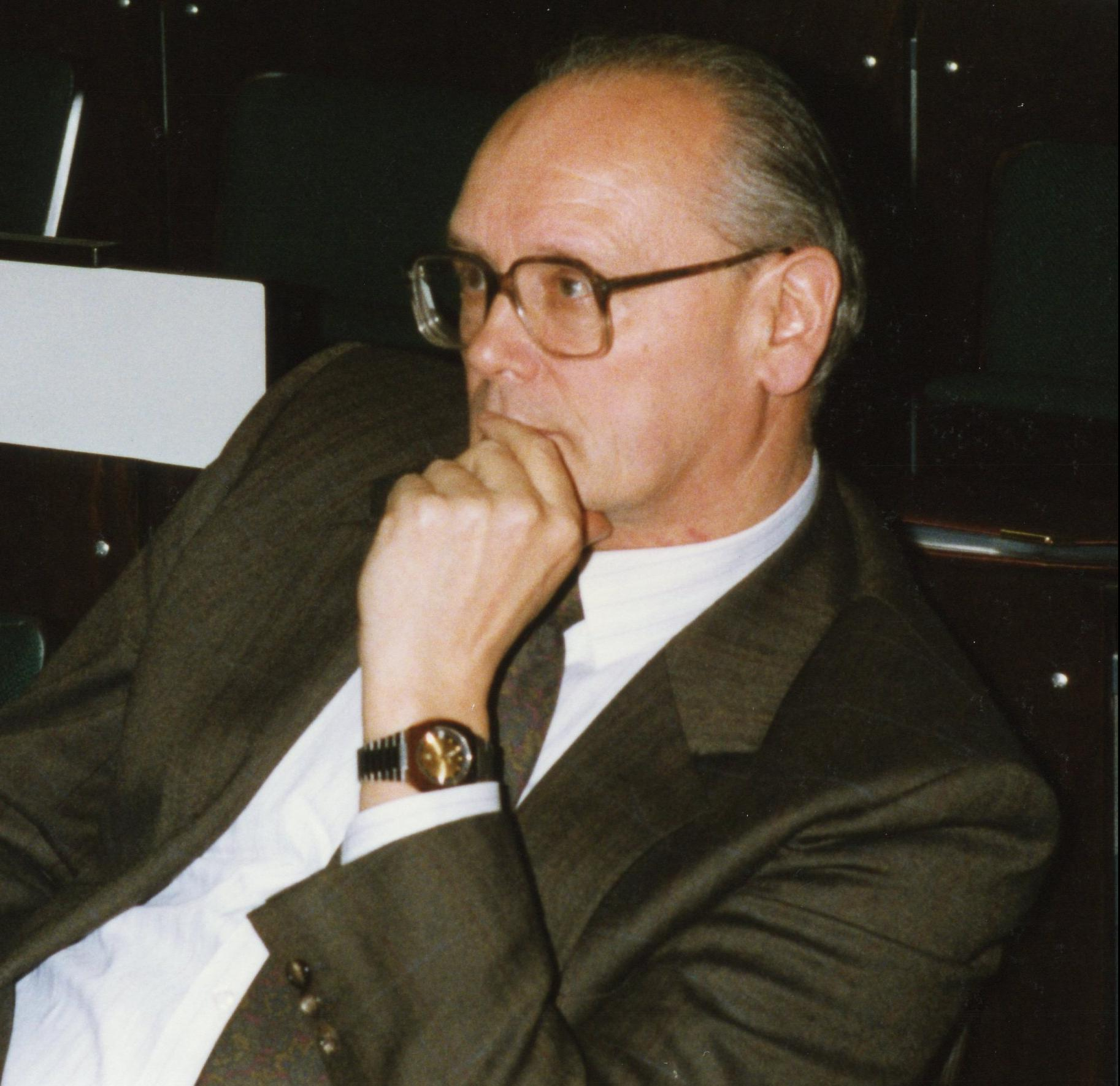
Hans Försching

Hans Wilhelm Försching (* 15. April 1930 in Rastatt; † 10. Januar 2016) war ein deutscher Ingenieur und Hochschullehrer. Er erarbeitete wichtige Grundlagen im Gebiet der Aeroelastizität und gilt als Sicherheitspionier der Luft- und Raumfahrt.

## Biografie
Nach seinem Studium an der Technischen Hochschule Fridericiana Karlsruhe wurde Försching 1958 Assistent an der Aerodynamischen Versuchsanstalt (AVA) in Göttingen. Er war in der Abteilung für Aeroelastizität tätig und promovierte 1962 an der Herzoglichen Technischen Hochschule Carolo-Wilhelmina Braunschweig zum Dr.-Ing. Thema seiner Arbeit war "Über die Einflüsse der elastischen Stützung auf das Standschwingungsverhalten von Flugzeugen". 1965 wurde Försching stellvertretender Abteilungsleiter und nach seiner Habilitation 1968 Abteilungsleiter an der AVA.
1972 wurde Försching in Göttingen Direktor des Instituts für Aeroelastizität der 1969 neu gegründeten Deutschen Forschungs- und Versuchsanstalt für Luft- und Raumfahrt (DFVLR), in der die AVA aufging. Die DFVLR wurde 1997 in Deutsches Zentrum für Luft- und Raumfahrt (DLR) umbenannt. 1975 wurde Försching zum Professor für Aeroelastik an der TU Braunschweig berufen.
Försching blieb bis 1993 als Direktor und bis 1994 als Hochschullehrer tätig. Im Ruhestand, den er in seiner Heimat Bühl verbrachte, blieb er dem Institut verbunden und widmete sich verschiedenen Studien, etwa zum Vogelflug. Er verstarb im Alter von 85 Jahren.

## Forschungsschwerpunkte
Försching forschte und lehrte im Bereich Maschinenbau. Sein Schwerpunkt war die Aeroelastizität, die sich mit den Wechselwirkungen von aerodynamischen Kräften mit elastischen Konstruktionen auseinandersetzt. Aeroelastische Probleme können an jeder schwingungsfähigen Struktur auftreten, die einer Luftströmung ausgesetzt wird. Försching beschäftigte sich insbesondere mit Flugkonstruktionen und Konstruktionen des Stahlhochbaus in freier Windströmung. Forschungsthemen waren die Dynamik von Strukturen, transsonisches Flattern und das Flattern von Turbomaschinen.
Seine Tätigkeit legte die Grundlagen für die Forschungen am DLR-Institut für Aeroelastik und er initiierte den Hochdruckwindkanal in Göttingen. Sein Buch „Grundlagen der Aeroelastik“ wurde in mehrere Sprachen übersetzt.

## Auszeichnungen und Ehrungen
- 1993: Ludwig-Prandtl-Gedächtnisvorlesung der Deutschen Gesellschaft für Luft- und Raumfahrt in Dresden zum Thema „Zur aeroelastischen Stabilität von Flugzeugen mit großen Fan-Triebwerken“[4]
- 1999: Aachener und Münchener Preis für Technik und angewandte Naturwissenschaften, für seine Grundlagenarbeiten und als „Sicherheitspionier der Luft- und Raumfahrt“.[1]

## Publikationen (Auswahl)
- Über die Einflüsse der elastischen Stützung auf das Standschwingungsverhalten von Flugzeugen. Braunschweig 1962, DNB 481122052. (Dissertation)
- Grundlagen der Aeroelastik. Springer Berlin Heidelberg, Berlin, Heidelberg 1974, ISBN 978-3-642-48286-1, doi:10.1007/978-3-642-48285-4.
- Aeroelastische Probleme in kompressibler Unterschall- und transsonischer Strömung. In: Hans-Ulrich Meier (Hrsg.): Die Pfeilflügelentwicklung in Deutschland bis 1945: die Geschichte einer Entdeckung bis zu ihren ersten Anwendungen (= Die deutsche Luftfahrt). Nr. 33. Bernard & Graefe, Bonn 2006, ISBN 978-3-7637-6130-2, S. 233–260.